# NGC 4784
NGC 4784 је лентикуларна галаксија у сазвежђу Девица која се налази на NGC листи објеката дубоког неба.
Деклинација објекта је - 10° 36' 46" а ректасцензија 12h 54m 37,0s. Привидна величина (магнитуда) објекта NGC 4784 износи 14,0 а фотографска магнитуда 15,0. NGC 4784 је још познат и под ознакама MCG -2-33-53, PGC 43929.